# 神楽色アーティファクト
『神楽色アーティファクト』（かぐらいろアーティファクト）は、日本の男性歌手まふまふの5thフルアルバム。2019年10月16日発売。発売元はA-Sketch。

## 概要
- まふまふのソロとしては5作目のフルアルバム。
- A-Sketch移籍後、初のCD作品。

## チャート成績
オリコン2019年10月28日付の週間ランキングで最高2位を記録。

## 収録曲
特記が無い限り、全曲 作詞・作曲・編曲：まふまふ。
| #   | タイトル                       | 作詞 | 作曲                       | 編曲             |
| --- | ------------------------------ | ---- | -------------------------- | ---------------- |
| 1.  | 「忍びのすゝめ」               |      |                            |                  |
| 2.  | 「自壊プログラム」             |      |                            |                  |
| 3.  | 「サクリファイス」             |      |                            |                  |
| 4.  | 「ジグソーパズル」             |      |                            |                  |
| 5.  | 「マルファンクション」         |      |                            |                  |
| 6.  | 「朧月」                       |      |                            |                  |
| 7.  | 「すーぱーぬこになれんかった」 |      |                            |                  |
| 8.  | 「女の子になりたい」           |      | まふまふ、田中秀和(MONACA) | 田中秀和(MONACA) |
| 9.  | 「動かざること山の如し」       |      |                            |                  |
| 10. | 「君のくれたアステリズム」     |      |                            | 佐々木裕         |
| 11. | 「リライトザサーガ」           |      |                            |                  |
| 12. | 「曼珠沙華」                   |      |                            | 佐々木裕         |
| 13. | 「とおせんぼう」               |      |                            |                  |
| 14. | 「傀儡の心臓」                 |      |                            |                  |
| 15. | 「廃墟の国のアリス」           |      |                            |                  |
| 16. | 「生まれた意味などなかった。」 |      |                            |                  |
| 17. | 「アートを科学する」           |      |                            |                  |
| 18. | 「それは恋の終わり」           |      |                            |                  |
| 19. | 「拝啓、桜舞い散るこの日に」   |      |                            |                  |
| 20. | 「あさきゆめみし」             |      |                            |                  |

### 初回限定盤特典[4]
特典DVD-A
「それは恋の終わり」MV & Making
「君のくれたアステリズム」3DMV
「(1)ひきこもりでもLIVEがしたい！〜明日色ワールドエンド発売記念公演〜＠幕張メッセ国際展示場9・10・11ホール」
「輪廻転生」
「ふたりぼっち」
「(2)ひきこもりたちでもフェスがしたい！～世界征服Ⅰ＠メットライフドーム～」
「曼珠沙華」
「忍びのすゝめ」
特典DVD-B
「まふまふ ひとりぼっちの京都旅 大ボリューム90分（ナレーション：内山昂輝）」
舟遊び
人力車
嵐山食べ歩き
和菓子作り
忍者修行
川床でごはん
宿のひととき

## 演奏
- まふまふ：Vocal, Recording, Mixing, Mastering Engineer
- 三矢禅晃
  - Piano (#3)
  - Strings (#3.11)
- 堀崎翔：Guitar (#8)
- 小栢伸五：Bass (#8)
- キタニタツヤ：Bass (#19)
- 山本真央樹：Drums (#8)
- 宇都圭輝：Piano (#19)
- 田中秀和：Programming (#8)
- 白井康裕：Rhythm Recording Engineer (#8)
- yasu：Mastering Support Engineer